# ウクライナ手話
ウクライナの手話 (宇：Українська жестова мова (УЖМ), 英：Ukrainian Sign Language (USL))とはウクライナのろう者コミュニティの間で用いられている手話である。ウクライナ手話はフランス手話語族に分類されている。ウクライナ手話の世界的な認知度は、2014年に公開されたウクライナ映画『ザ・トライブ』によって急激に高まった。この作品は全編にウクライナ手話が使用されている。

## 歴史と教育
ウクライナ手話の教育は1800年代初頭に始まり、ウクライナではいくつかのウィーンろう学校の分校が開設された。具体的には1805年にロマニウにあるヴォルィーニろう学校が、1830年にはリヴィウのハリチナろう学校が、そして数年後の1843年にはオデッサのオデッサろう学校が設立された。
ソ連によるウクライナ占領時、ウクライナ手話の教育の発展は大幅に停滞した。これは、1950年にヨシフ・スターリンが発表した論文『マルクス主義と言語学の問題』で手話に対して否定的な評価を下されたことによってソ連の教育制度においてウクライナ手話の使用が禁止されたためである。この論文でスターリンは、聴覚障害者を『異常な人間』と呼び、手話を『言語ではなく、代用品に過ぎない』と表現した。
ウクライナでろう教育にウクライナ手話が再導入されたのは2006年になってからのことであった。2015年1月1日時点で、ウクライナには聴覚障害児を対象とした幼稚園が39園あり、6歳以下の子どもたちに教育を行っていた。また、6歳から18歳までの聴覚障害児を対象とした専門の中等学校が61校あり、これには日中の学校と寄宿学校の両方が含まれる。しかし、ほとんどの学校ではウクライナ語の音声コミュニケーションを重視し、ウクライナ手話の使用は奨励されてなかった。
2006年から2016年にかけて、ウクライナ手話の教科書や研究論文を発行し、教育方法を統制する機関はウクライナ国立教育科学アカデミー特殊教育研究所の手話研究室だった。この研究室は2006年に設立され、2016年に同研究所の手話学科へ改編された。
2022年2月のロシアのウクライナ侵攻以来、ウクライナろう者協会の専門委員会は、ウクライナ手話と指文字のロシア化を解消するための取り組みを行っている。ソ連時代に強制的に導入されたロシア語的要素やロシアの影響を排除し、歴史的な手話の再構築や新しい手話・指文字の開発、国際的なジェスチャーの採用が進められている。

## 非政府組織(NGO)の活動
ウクライナろう者協会(宇：Українське товариство глухих, УТОГ, UTOG)は1933年に設立され、1957年以降、世界ろう連盟（WFD）の常任理事団体であり、WFD東ヨーロッパ・中央アジア地域事務局のメンバーでもある。ウクライナろう者協会（UTOГ）は、聴覚障害者や難聴者に対し、労働的・経済的・社会的リハビリテーションの支援、権利の保護、そして社会の一市民としての自己確立を目的とした組織である。ロシアが一時的に占領しているウクライナ東部およびクリミア地域の聴覚障害者を除いて、2015年1月1日時点で、ウクライナ国籍を有する聴覚障害者は43,108人、そのうち38,746人（約90%）がUTOГのメンバーである。

## ウクライナ手話に関する研究

### Ukrainian Sign Language Project (ウクライナ手話プロジェクト)
2007年、アルバータ大学の西カナダろう教育研究センターは、ウクライナ手話プロジェクトを設立した。このプロジェクトは、デブラ・ラッセル博士の指導の下、ウクライナにおける聴覚障害児の教育言語としてウクライナ手話の認知を支援することを目的としている。その成果として、ウクライナ手話の記録、教員教育および聴覚障害児の保護者向けのウクライナ手話教育カリキュラムの作成、通訳者養成の制度化、そして聴覚障害者の教員のトレーニングの改善が見込まれた。

### 比較言語学的研究
2005年のある研究では、ウクライナ手話、ロシア手話、モルドバ手話の間に何らかの関係があると示唆されているが、同一の言語か異なる言語かについての決定的な証拠は提示されていない。東欧の手話を調査した2005年の研究によると、ウクライナ手話の語彙はロシア手話やモルドバ手話の語彙と約70％の類似性があった。これら3つの手話は、『同一国の言語内で見られるレベルに匹敵するが、アメリカ手話内で見られるほどの高い類似性ではない』と指摘され、著者は『これらの国々をさらに調査し、異なる方言なのか、あるいは密接に関連する異なる言語なのかを解明する必要がある』と勧告した。また今後のより詳細な研究では、単なる語彙の比較に依存するのではなく、相互理解度のテストなど、より精密な測定方法を用いるべきだとも述べている。この研究結果を不適切に解釈することへの警鐘が鳴らされており、『この種の予備的な調査は、異なる言語の関連性や同一性について決定的な結論を提供することを意図していない』とし、上記のさまざまな留意点に加え、『語彙の類似性は言語を比較する際の一側面に過ぎない。文法構造やその他の違いも同様に重要であり、語彙が非常に似ていても、その他の違いが十分に大きければ、意思疎通が困難になることもある』と強調している。

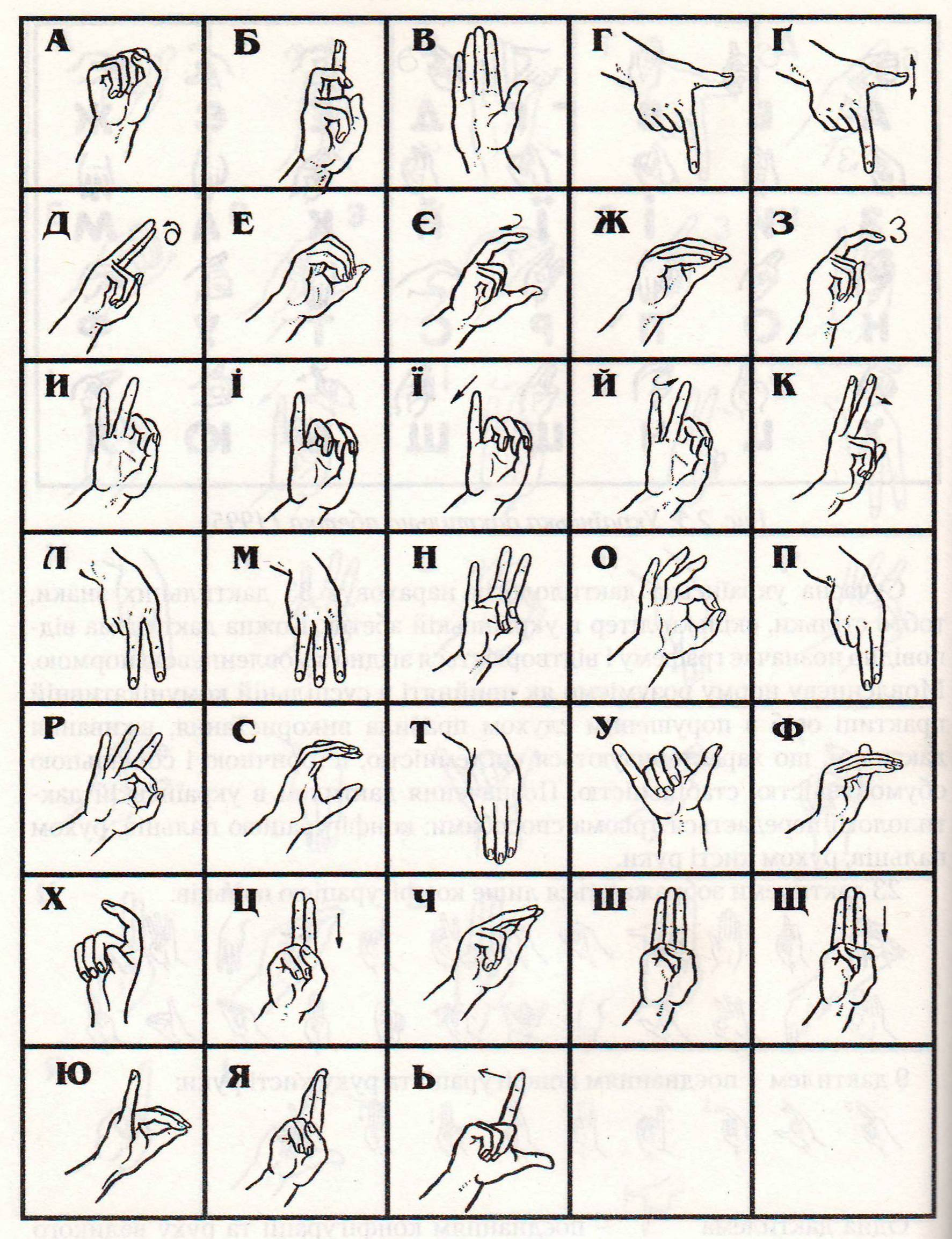
ウクライナ手話の指文字

## 指文字
ウクライナ手話では、片手で表現する指文字を使用しており、これは古フランス手話に基づいているが、ウクライナ語の単語を綴れるように最適化されている。またウクライナ手話アルファベット(Ukrainian manual alphabet)と呼ばれ、33の文字があり、ウクライナ手話の23の手形を用いて表現される。そのため、一部の文字は手形を共有している。例えば、ГとҐの文字は同じ手形を使いますが、片方は親指が静止し、もう片方は親指が上下に動くことで区別されている。
ウクライナ手話では、他の手話と同様に指文字はウクライナ語のアルファベットから借用されている。指文字は固有名詞やウクライナ手話に対応する語がない専門用語、ウクライナ語の長い単語の略語、一部の日常的なウクライナ語の単語を表現するのに使われる。また、強調するために手話の代わりに指文字が使われることもある。また一般的な誤解として、ウクライナ手話は指文字だけで構成されているというものがある。指文字だけを使ったコミュニケーションは存在するが、それはウクライナ手話ではない。

## 映画での使用
- ザ・トライブ(Плем'я)